# 식물줄기세포
식물줄기세포(영어: plant stem cell)는 안정적인 형태로 자신의 'identity'를 유지하면서, 새로운 stem cell을 계속적으로 분열할 수 있는 능력을 가진 세포 로서, 식물줄기세포의 가장 큰 특징은 무한정적인 'self-renewal' 과 다른 세포 종류로 분화할 수 있는 능력이다. 이러한 식물줄기세포는' shoot(SAM) 과 root tip (RAM), vascular system' (procambium/cambium)의 분열조직 (meristem)에 존재함. 지구상에서 100년 이상 생존하는 동물의 경우는 드물지만 식물체는 수백 년, 또는 수천 년까지도 생존할 수 있는데, 학자들은 이러한 식물의 놀라운 생명력의 근원(origin)이 식물의 줄기세포에서부터 왔다고 밝혀왔다.
즉, 식물 줄기세포는 놀라운 재생 능력을 가지고 있어, 수백 년의 기간 동안 식물이 성장할 수 있게 하고, 새로운 기관들을 생성할 수 있게 하기 때문에 오랜 세월 존재할 수 있는 것이다.  이처럼 식물 생명력의 근원인 식물줄기세포가 식물의 분열조직에 존재한다는 것은 알려진 사실이었고, 지난 160여년의 식물조직배양의 역사 속에서 식물줄기세포를 순수하게 분리하려는 노력이 지속되었으나, 그 독특한 구조 때문에 식물줄기세포만을 순수하게 분리 및 배양에 성공하지 못하였다.

## 식물세포와 동물세포 차이점
- 식물 세포와 동물 세포 차이점

## 연구 및 개발
- 형성층(Cambium/Procambium) 식물 전체에 위치하는 분열조직으로 얇은 세포벽을 갖는 소수층의 세포로 식물체에 극미량 존재하는 바, 이러한 구조적 특성 때문에 물리적인 힘이 가해지면 분리하는 과정에서 쉽게 손상되어 줄기세포의 특성을 잃게 되어 지금까지 분리 및 배양하는 것은 불가능한 것으로 여겨져 왔다
- 식물줄기세포(CMCs)의 산업화 가능성   식물줄기세포(CMCs)를 통한 유용물질 생산   줄기세포는 식물세포 중 가장 생명력이 강하고, 생명현상이 활발하게 일어나는 세포로서, 유전자 발현 실험 결과, 줄기세포에 'stress response' 및 'defense response' 관련 유전자들이 높게 발현되고 있음을 발견하였다.   즉, 줄기세포에 외부 스트레스가 가해지면 줄기세포가 자기방어 기작으로써, 다양한 이차대사산물(secondary metabolites)을 생성시킬 수 있음을 확인하였기에, 이러한 화학적인 구성은 기존의 식물체가 가지는 'chemical fingerprint'와는 다소 차별화된 독특한 구성을 이루며, 배양조건에 따라 자연에서 희귀하게 존재하는 유용성분의 함량이 높아지기도 하다.   더욱이, 줄기세포에 다양한 분화/배양 조건을 처리함으로써 target 하는 특정 물질(군)의 함량을 높일 수 있으므로, 이와 같이 줄기세포의 배양조건과 물질 함량 및 생리적 활성간의 상관관계를 분석하여, 최적의 배양/분화 조건을 발굴할 수 있다.   체세포의 경우, 분화 방향성이 이미 정해짐에 따라, 생성시킬 수 있는 물질의 종류 및 함량이 제한적이며, 탈분화된 캘러스의 경우, 탈분화 과정을 거치면서 유전적/후생유전적 변이가 발생함에 따라 이질적이고 불안정한 세포군을 이루게 되어, 장기 대량배양에 있어서의 안정성을 유지하기가 어려운 문제가 있는 것과 달리, 줄기세포 'CMCs' 배양의 경우, 특정 물질군의 함량, 효능 등의 최적화가 가능하며, 특정 분화/배양 조건이 확립되었을 경우, 이에 대한 재현 및 대량화가 용이하다.
- 2010년 식물줄기세포연구원(PSCI)에서는 세계최초로 식물줄기세포 분리배양기술로 발표한 논문이 네이처바이오테크놀로지 표지논문으로 게재되었다. 해당 연구를 통해 형성층에서 분리한 세포가 진정한 식물줄기세포임이 입증[3] 되었다.

## 줄기세포(Stem Cell) vs 캘러스(Callus)

### 줄기세포 vs캘러스
| 식물줄기세포                                                                                      | 캘러스                                                                            |
| ------------------------------------------------------------------------------------------------- | --------------------------------------------------------------------------------- |
| 선천적으로 미분화(undifferentiated cells)된 식물줄기세포로 구성되어 있는 부분에서 자연적으로 분리 | 이미 분화가 완료된 조직에 인위적으로 상처를 가하여 상처에 대한 치유 반응으로 획득 |
| 탈분화 과정 겪지 않음                                                                             | 탈분화 과정을 반드시 겪어야 함                                                    |
| 유전적 변이 없이 안정적인 장기배양 가능                                                           | 탈분화 과정에 유전적 변이 수반하여 안정적인 장기배양 어려움                       |

- 산삼 배양근은 산삼 주근에서 조직을 떼어내어 탈분화된 캘러스(dedifferentiated callus) 유도 후, 영양액에 배양하여 가는 부정근(不定根)을 재생시키는 조직배양 기술인데, 이 배양근을 생물반응기에 투입하여 계대배양하면 지속적으로 길이생장을 하며, 적절한 크기의 응집체(aggregation)로 배양시킬 수 있다.
- 식물줄기세포 배양은 캘러스(callus)가 아닌, 한 번도 분화된 적이 없는 미분화 세포를 분리하여 배양함으로써, 동질적인 세포를 변이 없이 단세포 배양(monocellular culture)할 수 있으며, 뿌리 배양에 국한된 부정근 배양과는 달리, 배양 시스템에 적절한 분화/배양 조건을 처리함으로써 다양한 화학적 'fingerprint'를 생성시킬 수 있다.

### 식품의약품안전처기준
식물줄기세포의 사업성으로 많은 기업들이 앞다투어 '식물줄기세포' 제품을 무분별하게 출시함에 식품의약품안전처는 식물줄기세포를 모방한 캘러스(Callus),배양근,식물추출물 원료를 사용하여 화장품법을 위반 사용한 제조 및 판매업체를 허위과대광고로 집중단속하고 있다.
특히, 줄기세포(Stem Cell)와 캘러스(Callus)의 기준이 정립되지 않았기에 식품의약품안전처는 "모든 '캘러스(Callus)'가 미분화세포라고 할 수 없는 바, 캘러스를 줄기세포라고 할 수 없으며, '~캘러스배양추출물'을 '스템셀(줄기세포)배양추출물'로 표시.광고하는 것은 관계 법령에 저촉되는 사항임"을 발표하였다. [화장품.의료기기 허위.과대광고 질의응답집 -민원인 안내서- : 등록번호 안내서-1009-01]

## 사업화
식물줄기세포는 분열조직이라 불리는 특수구조안에 존재하며, 매우 놀라운 재생능력을 가진다. 이들은, 수백년동안 식물이 성장할 수 있게 하고 새로운 기관을 생성할 수 있게 한다. 이러한 식물줄기세포의 특성으로 다양한 식물의 줄기세포를 배양하여 각 식물이 보유한 유효성분을 추출하여 식품,화장품 및 천연물신약까지 진행되고 있다.
항암제, 항HIV제 등 의약품, 식품, 화장품에 쓰이는 고부가 가치 핵심원료물질을 대량생산할 수 있고 식물 특성상 안전성도 높아 식물줄기세포의 산업적 이용가치가 높다고 예상되므로 이에 대한 연구 개발이 주목된다.

## 같이 보기
- 캘러스 (식물학)
- 줄기세포

## 추가 자료
- Singh MB, Bhalla PL (May 2006). “Plant stem cells carve their own niche”. 《Trends in Plant Science》 11 (5): 241–6. doi:10.1016/j.tplants.2006.03.004. PMID 16616580.
- Weigel D, Jürgens G (February 2002). “Stem cells that make stems”. 《Nature》 415 (6873): 751–4. doi:10.1038/415751a. PMID 11845197.
- Ivanov VB (October 2007). “Oxidative stress and formation and maintenance of root stem cells”. 《Biochemistry. Biokhimiia》 72 (10): 1110–4. doi:10.1134/s0006297907100082. PMID 18021068.
- Müller B, Sheen J (June 2008). “Cytokinin and auxin interaction in root stem-cell specification during early embryogenesis”. 《Nature》 453 (7198): 1094–7. doi:10.1038/nature06943. PMC 2601652. PMID 18463635.
- Neumüller RA, Betschinger J, Fischer A, Bushati N, Poernbacher I, Mechtler K, Cohen SM, Knoblich JA (July 2008). “Mei-P26 regulates microRNAs and cell growth in the Drosophila ovarian stem cell lineage”. 《Nature》 454 (7201): 241–5. doi:10.1038/nature07014. PMC 2988194. PMID 18528333.
- Scheres B (May 2007). “Stem-cell niches: nursery rhymes across kingdoms”. 《Nature Reviews. Molecular Cell Biology》 8 (5): 345–54. doi:10.1038/nrm2164. PMID 17450175.
- Eric, Simon; Campbell, Neil; Reece, Jane (2007). 《Essential Biology with Physiology.》. San Francisco, CA: Pearson Benjamin Cummins.
- Staveley BE (2008년 12월 10일). “Plant Development”. Department of Biology. Memorial University of Newfoundland. 2012년 11월 30일에 원본 문서에서 보존된 문서. 2017년 9월 8일에 확인함.